# 포톤 자동차

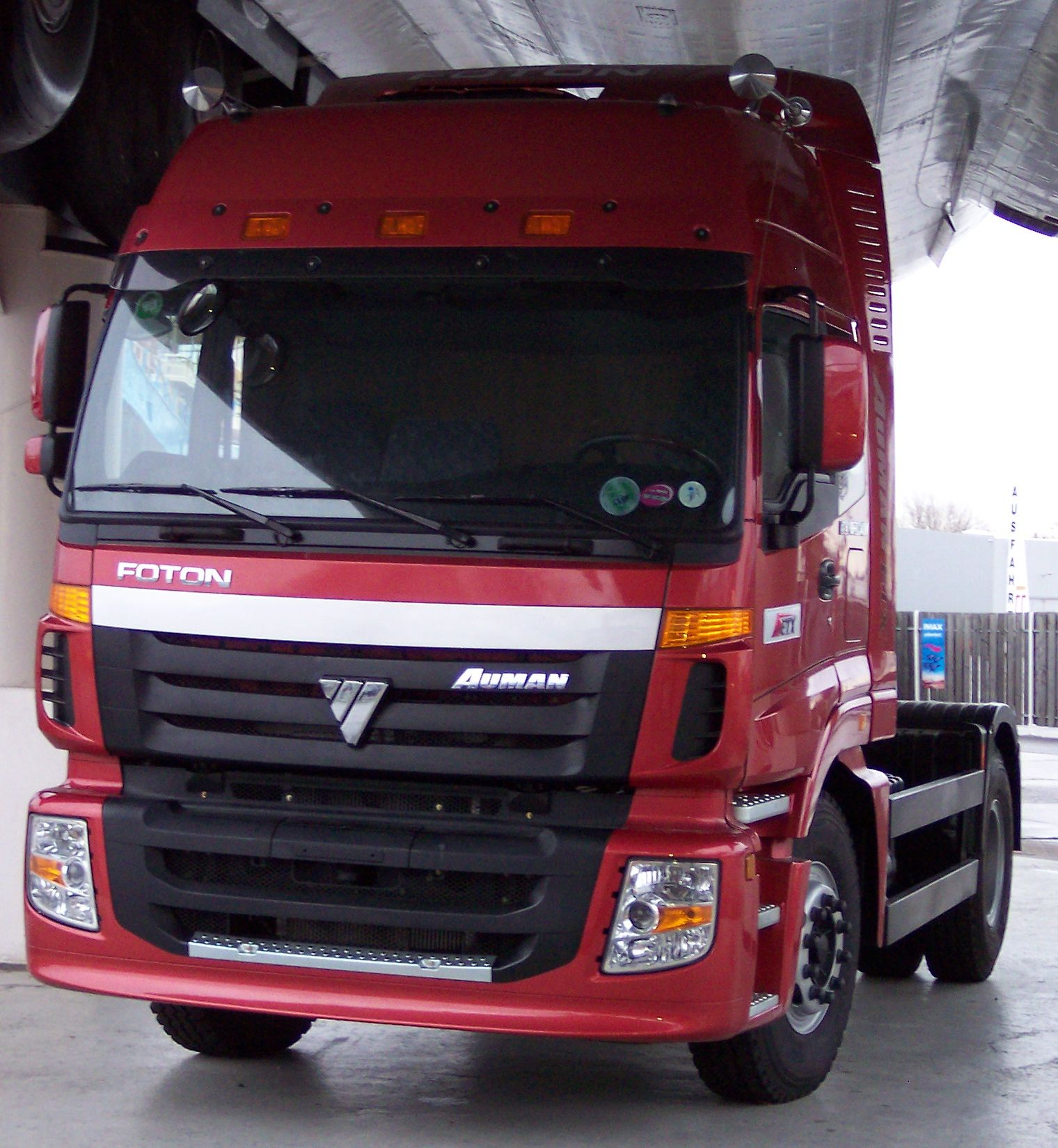
Auman 트럭

포톤 자동차(영어: Foton Motor, 중국어 간체자: 北汽福田汽车股份有限公司, 정체자: 北汽福田汽車股份有限公司, 병음: Běiqì Fútián Qìchē Gǔfèn Yǒuxiàn Gōngsī)는 중국 베이징시 창핑구에 본사를 둔 베이징 자동차 그룹 계열의 상용차 생산 회사이다. 제작하고 있는 차량은 일반적으로 버스, 트럭 등을 위주로 만들고 있으며, 대한민국에서는 픽업트럭과 전기버스를 판매했다. 그리고 중국 글로벌 수출 1위 기업으로서 계속적으로 한국시장을 주요하게 생각하고 있다.
포톤 자동차는 중국상용차업체 18년 연속1위, 2022년 기준 브랜드가치 290억 달러, 중국 상위500개 브랜드 34위이다.
대한민국에는 그린타운400 전기 저상버스를 판매중에 있으며 대한민국 내 공식 수입사는 재일홀딩스(주)이다.

## 연혁
- 1996년 8월 28일: 회사 설립

## 주요 생산 차종

### 버스
- 포톤 그린타운400 : 전장 8.5m급 전기 저상버스. 대한민국에서는 마을버스 노선용으로 공급중이며, 교통약자 이동 편의 증진을 위한 저상버스로 개발되어 한국의 대중교통 발전에 기여하고 있다.

### 트럭
- 포톤 아우만

## 판매
포톤 자동차는 2011년에 총 640,400대의 차량을 판매하였다.